# Ctenurellina paludosa
Ctenurellina paludosa (лат.) — род цикадок из подсемейства Deltocephalinae. Единственный вид в роде Ctenurellina. Первоначально род был описан Юханом Вильбасте в 1968 году, как Ctenurella, но это название было уже использовано в 1960 году для обозначения рода вымерших рыб.

## Описание
Умеренно стройные беловато-охристо-жёлтые цикадки размером 5,6—6,8 мм. Голова выступает вперед, закругленная. Темя поперечное. Встречаются с начала августа по середину сентября на лугах с мискантусом.

## Распространение
Вид встречается на Дальнем Востоке (Приморье и Курильские острова) и Японии.